# Немецкое меньшинство (партия)
Немецкое меньшинство (пол. Mniejszość Niemiecka, нем. Deutsche Minderheit); принимает участие в выборах под названием Избирательный комитет немецкого меньшинства (пол. Komitet Wyborczy Mniejszość Niemiecka, нем. Wahlkomitee der Deutschen Minderheit) — польская политическая организация, представляющая интересы немецкого меньшинства в Польше. Основана в 1990 году.

## Союзники партии
Является одним из блоков Социально-культурной ассоциации немцев Силезского Ополе и Социально-культурной ассоциации немцев Силезского воеводства. Поддерживает умеренные отношения с Союзом автономии Силезии.

## Официальная программа
На парламентских выборах 2011 партия представила свою предвыборную программу по вопросам образования, инфраструктуры и социальной политики, для решения которых предложила следующие действия:
ОБРАЗОВАНИЕ
1. Помощь в улучшении качество образования (в том числе и двуязычного образования) в регионе ради поддержания мирного сосуществования немцев и поляков и, прежде всего, для сохранения идентичности и самобытности национальных меньшинств, являющихся культурным богатством Силезии.
2. Развитие профессионального образования при помощи создания новых рабочих мест и внедрения новых технологий.
3. Улучшение поддержки системы государственного и частного образования, повышение уровня подготовки учителей, развитие методов подхода, создание учебных программ и учебников с учётом образовательных потребностей национальных меньшинств.

ИНФРАСТРУКТУРА И ЭКОНОМИКА
1. Поддержка строительства и модернизации транспортной инфраструктуры: обычных дорог, мостов, автомобильных и железных дорог, используя возобновляемые источники энергии.
2. Поддержка местных органов власти и учреждений, работающих для экономического развития, и создание новых рабочих мест в нашем регионе.
3. Создание стимулов для инвесторов, особенно для бывших граждан Польши, покинувших страну.

СОЦИАЛЬНЫЕ ВОПРОСЫ
1. Содействие социальному равенству, признание многокультурности и защита прав национальных меньшинств.
2. Развитие узких медицинских специальностей, необходимых для защиты здоровья жителей региона.
3. Повышение качества жизни пожилых людей и ликвидация всех явлений социальной изоляции и дискриминации (из-за бедности, этнической принадлежности, инвалидности).

## Участие в выборах[3]

### Сейм Республики Польша
| Год выборов | Проголосовало | %      | Мандатов |
| 1991        | 132,059       | 1,18 % | 7        |
| 1993        | 64.166        | 0,61 % | 4        |
| 1997        | 51.027        | 0,39 % | 2        |
| 2001        | 47.230        | 0,36 % | 2        |
| 2005        | 34.469        | 0,29 % | 2        |
| 2007        | 32.462        | 0,20 % | 1        |
| 2011        | 28.014        | 0,19%  | 1        |

### Опольское воеводство
| Год выборов | Проголосовало | %       | Мандатов |
| 1998        | —             | —       | 13       |
| 2002        | 54.385        | 18,61 % | 7        |
| 2006        | 49.131        | 17,30 % | 7        |
| 2010        | 53.670        | 17,77 % | 6        |